# ماري لويز بوث
ماري لويز بوث (بالإنجليزية: Mary Louise Booth)‏ هي لغوية ومؤرخة ومترجمة وصحفية أمريكية، ولدت في 19 أبريل 1831 في يافانك في الولايات المتحدة، وتوفيت في 5 مارس 1889.

## الحياة الشخصية
عاشت في مدينة نيويورك، في حي سنترال بارك، في منزل تملكه بوث، مع رفيقتها القديمة، السيدة آن دبليو رايت، وهي صداقة بدأت في مرحلة الطفولة. كان منزلهم مهيأً جيدًا للترفيه. كان هناك دائمًا ضيوف، وفي الصالون، كل ليلة سبت، حشد من المؤلفين والمغنين والعازفين والموسيقيين ورجال الدولة والرحالة والناشرين والصحفيين.
توفيت بوث في نيويورك بعد مرض قصير في 5 مارس 1889.

## وصلات خارجية
- ماري لويز بوث على موقع الموسوعة البريطانية (الإنجليزية)